# Sinajski polotok
Sinajski polotok ali preprosto Sinaj (arabsko سِينَاء; egipčanska arabščina سينا; koptščina Ⲥⲓⲛⲁ) je polotok v Egiptu in edini del države v Aziji. Je med Sredozemskim morjem na severu in Rdečim morjem na jugu ter je kopenski most med Azijo in Afriko. Sinaj ima površino približno 60.000 km² (6 % celotne površine Egipta) in ima približno 600.000 prebivalcev. Administrativno je velika večina območja Sinajskega polotoka razdeljena na dva guvernata: guvernat Južni Sinaj in guvernat Severni Sinaj. Trije drugi guvernati se raztezajo čez Sueški prekop in prečkajo afriški Egipt: guvernat Suez na južnem koncu Sueškega prekopa, guvernat Ismailia v središču in guvernat Port Said na severu.
V klasični dobi je bila regija znana kot Arabia Petraea. Polotok je dobil ime Sinaj v sodobnem času zaradi domneve, da je gora v bližini samostana sv. Katarine svetopisemska gora Sinaj. Gora Sinaj je eno najbolj versko pomembnih krajev v abrahamskih verah.
Sinajski polotok je bil del Egipta od prve dinastije starega Egipta (okoli 3100 pr. n. št.). To je v ostrem nasprotju z regijo severno od nje, Levantom (današnja ozemlja Sirije, Libanona, Jordanije, Izraela in Palestine), ki je bila predvsem zaradi svoje strateške geopolitične lege in kulturnih konvergenc zgodovinsko središče konflikta med Egiptom in različnimi državami Mezopotamije in Male Azije. V obdobjih tuje okupacije so Sinaj, tako kot preostali del Egipta, zasedli in nadzorovali tuji imperiji, v novejši zgodovini Osmansko cesarstvo (1517–1867) in Združeno kraljestvo (1882–1956). Izrael je napadel in zasedel Sinaj med sueško krizo (v Egiptu znano kot tristranska agresija zaradi hkratnega usklajenega napada Združenega kraljestva, Francije in Izraela) leta 1956 in med šestdnevno vojno leta 1967. 6. oktobra 1973 je Egipt je začel Jomkipursko vojno, da bi ponovno zavzel polotok, ki je bila neuspešna. Leta 1982 se je Izrael na podlagi mirovne pogodbe med Egiptom in Izraelom iz leta 1979 umaknil s celotnega Sinajskega polotoka, razen spornega ozemlja Taba, ki je bilo vrnjeno po odločitvi arbitražne komisije leta 1989.
Danes je Sinaj postal turistična destinacija zaradi svoje naravne okolice, bogatih koralnih grebenov in svetopisemske zgodovine.

## Imen

### Starodavni Egipt
| b | i | N41 · bH | xAst |

| b | i | N41 · bH | xAst |

| xt · x · t | tyw | D12 | m | f · kA | D12 · niwt |

| xt · x · t | tyw | D12 | m | f · kA | D12 · niwt |

Ker je bil Sinajski polotok glavna regija, kjer so v starem Egiptu kopali turkiz, so ga stari Egipčani imenovali Biau ('Rudarska dežela') in Khetiu Mafkat ('Turkizne lestve').

### Sina" je sodobno krščansko ime
Roland de Vaux piše, da je polotok dobil ime Sinaj v sodobnem času zaradi krščanske domneve, da je gora v bližini samostana svete Katarine svetopisemska gora Sinaj.

### Sinaj: staroverske korenine?
Ta predpostavka je izpodbijana. Ime Sinaj (hebrejsko סִינַי, klasično sirsko ܣܝܢܝ) je morda izpeljano iz starodavnega mezopotamskega luninega boga Sina. Lunino božanstvo Sin je povezano s tem območjem; starodavni egipčanski bog lune Tot je prav tako povezan s Sinom in njegovo čaščenje je bilo razširjeno po vsej južni konici Sinajskega polotoka.
Judovska enciklopedija (1901-0906) navaja rabinski vir, Pirke De-Rabbi Eliezer iz 8. ali 9. stoletja, ki izpeljuje ime iz svetopisemske hebrejske besede seneh (hebrejsko סֶ֫נֶּה), besede, znane samo iz dveh pojavitev v hebrejski Bibliji, v obeh primerih se nanašata na goreči grm. Rabin Eliezer meni, da je gora Horeb dobila ime Sinaj šele potem, ko se je Bog prikazal Mojzesu v obliki gorečega grma.

### Arabsko ime
Njegovo sodobno arabsko ime je سِينَاء Sīnāʼ  (سينا Sīna). Sodobna arabščina je povzetek svetopisemskega imena; arabska oznaka Sinaja iz 19. stoletja je bila Jebel el-Tūr, ime gore pa naj bi izhajalo iz mesta El Tor (prej imenovano 'Tur Sinai'), katere ime izvira iz arabskega izraza za goro, kjer je prerok Mojzes od Boga prejel tablice postave, zato je ta gora označena kot Jabal Aṭ-Ṭūr (جبل الطّور), in mesto je tudi glavno mesto guvernata Južni Sinaj v Egiptu. Druga arabska beseda za 'gmoto zelo visokega ozemlja, ki se vzpenja do vrha – gore' je Ṭūr.
Poleg uradnega imena jo Egipčani imenujejo tudi Arḍ ul-Fayrūz (أرض الفيروز – 'turkizna dežela'). Stari Egipčani so jo imenovali 00t3 mfk3.t00 ali 'turkizna dežela'.

## Geografija
Sinaj je trikotne oblike, njegova severna obala leži na južnem delu Sredozemskega morja, jugozahodna in jugovzhodna obala pa na Sueški zaliv in Akabski zaliv Rdečega morja. Z afriško celino ga povezuje Sueška ožina, 125 km širok pas zemlje, ki vsebuje Sueški prekop. Vzhodna ožina, ki ga povezuje z azijsko celino, je široka okoli 200 km. Vzhodna obala polotoka ločuje Arabsko ploščo od Afriške plošče.
Najjužnejši vrh je Narodni park Ras Muhammad.
At-Tih je ime severne Sinajske puščave, ki je v starodavnih spisih navedena tudi kot puščava Sura. To je planotast svet med severnim delom polotoka in pogorjem Sinaj z vrhom svete Katarine (Dschabal Katrina), ki je z 2637 metri nadmorske višine najvišja točka polotoka. Z 20 do 50 mm padavin na leto je najbolj neprijazno območje polotoka. Nasprotno, 150 do 200 mm padavin omogoča nomadom v južnem Sinaju, da vzdržujejo živino v vadijih in na pobočjih. Ker je polotok trenutno pod egiptovsko upravo, je sveta Katarina tudi najvišja točka Egipta.
Geološko je sestavljen iz treh enot: severni del so sipine, sedimentne kamnine in suhe rečne soteske (vadi). Osrednji del je gorska veriga Gebel Maghara. Tretja, južna geološka enota, je bogata z magmatskimi kamninami in je vulkanskega izvora.
Kovine kot baker in mangan ter minerali kot so malahit, turkiz in kremen so znali izkoriščati že Stari Egipčani. V času Srednjega kraljestva je izkoriščanje rudnih bogastev doseglo vrhunec.
Večji del Sinajskega polotoka je razdeljen med dva guvernata Egipta: guvernat Južni Sinaj (Ganub Sina) in guvernat Severni Sinaj (Šamal Sina). Skupaj obsegata približno 60.000 kvadratnih kilometrov in imata (januar 2013) 597.000 prebivalcev. Trije drugi guvernati se raztezajo čez Sueški prekop in prečkajo afriški Egipt: guvernat Suez (el-Sewais) je na južnem koncu Sueškega prekopa, guvernat Ismailia (el-Isma'ileyyah) v središču in guvernat Port Said na severu.
Največje mesto na Sinaju je Ariš, glavno mesto Severnega Sinaja, s približno 160.000 prebivalci. Druga večja naselja so Šarm el Šejk in El-Tor na južni obali.
Še približno polovica od skupno okoli 1,3 milijona prebivalcev polotoka so beduini, ki živijo v okoli 20 plemenih in le deloma živijo nomadsko življenje. Živijo od živine (koze, ovce, kamele) na vzhodni obali in od ribolova in vse bolj od turizma kot vodje pohodov s kamelami skozi puščavo ali v turistični infrastrukturi na obali.
Pravoslavni samostan svete Katarine je na jugu Sinajskega polotoka v bližini vasi Milga pod 2285 metrov visokim pogorjem Sinaj. Izvira iz 6. stoletja in je med najstarejšimi ohranjenimi krščanskimi samostani.
Na severu polotoka bo zgrajen As-Salam kanal. Kanal bo vodo vodil iz Nila za namakanje zelo velikih suhih območjih pod Sueškim prekopom. Prvi del je bil končan leta 1997. Na južnem rtu polotoka je mesto Šarm el Šejk, kjer so številni hoteli in nenaseljen Narodni park Ras Mohamed.

### Podnebje
Jesen in pomlad sta najprimernejša za življenje, ker so temperature najbolj zmerne. Zime so lahko zelo hladne, vsaj ponoči. Poletne temperature so celinske s 30 °C (v izjemnih primerih do 50 °C). Nekoliko blažja je klima ob Rdečem morju. Temperatura vode tu redko pade pod 20 °C.

### Rastlinstvo in živalstvo
Beduini imajo številne kamele in koze, kot tudi konje, mule in osle, ki jih uporabljajo kot domače živali. V puščavi živijo miši, kunci, hijene, šakali, puščavske lisice, jastrebi in gazele in puščavske skakajoče miši. Pogosti so kuščarji in gekoni. Nekoč so tu živele tudi žirafe, leopardi, levi in noji. Kače (kobre in peščeni gadi), kakor tudi škorpijoni živijo umaknjeno in pod kamni.
Poseben raj za morske vrste je Rdeče morje. Tam živijo različne ribe in druge morske živali (delfini, morski psi, barakude, tune, skati, jegulje, papagajevke in druge).
Za rastlinstvo na polotoku in ob Rdečem morju je značilna akacija, datljeve palme in brin ter tamariša. Odkritih je bilo več kot tisoč različnih rastlin.
Ob Rdečem morju so tudi mangrove. Najsevernejše na svetu so v naravnem rezervatu Nabq, ki leži severno od Šarm el Šejka. 

## Zgodovina

### Prazgodovina
Januarja 2020 so približno 30 km severno od gore Katarina odkrili jamo s poslikavami ljudi in živali, ki sega v bakreno dobo, 5.–4. tisočletje pr. n. št.
Okrogle prazgodovinske kamnite strukture, imenovane Navami, so v južnem in vzhodnem delu polotoka. Zgrajene so v tehniki suhi zid in z nepravimi oboki iz peščenjakovih plošč namenjene grobnicam. Že v 4. tisočletju pr. n. št. v pred-dinastičnem Egiptu so od tu dobivali baker. V Hujayrat al-Ghuzlan so velikem številu našli kalupe s podobnimi bakrenimi palicami iz Maadija.

### Obdobje Starega Egipta
Sinajski polotok je pripadal od zgodnjega dinastičnega obdobja pod vpliv Starega Egipta. Polotok je imel pomembna nahajališča turkizov. Najstarejša dokumentirana rudarska območja so rudniki Wadi Maghara. Že v 3. tisočletju pr. n. št. so bile v to regijo poslane številne odprave, da bi pridobivali rudna bogastva. Čez Severni Sinaj in Gazo so v starih časih potekale vojaške operacije proti Retjenu (starodavno egipčansko ime današnje Palestine in del Sirije, ki se je raztezala od Sile do Naharina). Od tam je bilo tudi več valov priseljevanja azijskih plemen in nomadov.
Trdnjava Tjaru v zahodnem Sinaju je bila kraj izgona za egiptovske kriminalce. Horusova pot ga je povezovala čez severni Sinaj s starodavnim Kanaanom.

### Ahemenidsko cesarstvo
Ob koncu obdobja Dareja I. (521–486 pr. n. št.) je bil Sinaj del perzijske province Abar-Nahra, kar pomeni 'onstran reke Evfrat'.
Kambiz II. je uspešno prečkal sovražno sinajsko puščavo, tradicionalno prvo in najmočnejšo obrambno linijo Egipta, in spravil leta 525 pr. n. št. Egipčane pod Psamtikom III., sinom in naslednikom Amaziza II., do bitke pri Peluziju. Egipčani so izgubili in se umaknili v Memphis; mesto je padlo pod perzijsko oblast in faraon je bil odpeljan v ujetništvo v Suso v Perziji.

### Svetopisemsko izročilo
Sinajski polotok je bil po svetopisemskem izročilu prizorišče Pentatevha in drugih delov Stare zaveze, predvsem zgodbe o eksodusu iz Egipta in zaveze z Bogom (Tetragramaton), zgodbe o Mojzesu, ki prejme 10 zapovedi in začetek osvajanja Kanaana.

### Rimsko cesarstvo in obdobje Arabcev
Rhinocorura (grško za 'odrezane nosove') in istoimensko regijo okoli nje je Ptolemajski Egipt uporabljal kot kraj izgona za kriminalce, danes znane kot Ariš.
Po smrti zadnjega nabatejskega kralja Rabbela II. Soterja leta 106 se rimski cesar Trajan ni soočil s skoraj nobenim odporom in je 22. marca 106 osvojil kraljestvo. S to osvojitvijo je Rimsko cesarstvo nadzorovalo vse obale Sredozemsko morje. Sinajski polotok je postal del rimske province Arabije Petraea.
Samostan svete Katarine ob vznožju gore Sinaj je bil zgrajen po ukazu cesarja Justinijana med letoma 527 in 565. Večina Sinajskega polotoka je v 6. stoletju postala del province Palaestina Salutaris.

### Ajubidsko obdobje
Med križarskimi vojnami je bilo pod nadzorom Fatimidskega kalifata. Kasneje je sultan Saladin ukinil Fatimidski kalifat v Egiptu in vzel pod svojo oblast tudi to regijo. To je bila vojaška pot od Kaira do Damaska med križarskimi vojnami. In da bi zavaroval to pot, je zgradil citadelo na otoku Faraon (v bližini današnje Tabe), znano po njegovem imenu Saladinova citadela.

### Mameluško in osmansko obdobje
Polotok je bil kot del Egipta pod mameluškim sultanatom Egipta od leta 1260 do leta 1517, ko je osmanski sultan Selim Grim premagal Egipčane v bitkah pri Marj Dabiq in al-Raydaniyya ter Egipt vključil v Osmansko cesarstvo. Od takrat do leta 1906 je Sinaj upravljala osmanska provincialna vlada Egiptovskega pašaluka, celo po vzpostavitvi vladavine rodbine Mohameda Alija nad preostalim Egiptom leta 1805.

### Britanski nadzor
Leta 1906 je Osmanska Porta formalno prenesla upravo Sinaja na Egiptovski hedivat, kar je v bistvu pomenilo, da je padel pod nadzor Britanskega imperija, ki je Egipt okupiral in večinoma nadzoroval od anglo-egipčanske vojne leta 1882. Meja, ki so jo uvedli Britanci, poteka skoraj v ravni črti od Rafe na sredozemski obali do Tabe v Akabskem zalivu. Ta črta od takrat služi kot de jure vzhodna meja Egipta.
Nekaj desetletij po izgradnji Sueškega prekopa (1859–1869), je Britanski imperij v zameno za donacije dobil vojaške pravice in decembra 1914 Egipt s polotokom razglasil za britanski protektorat. Januarja 1915 se je začela osmanska ofenziva na Sueški prekop. Severni del polotoka je bil predvsem leta 1916 prizorišče številnih bitk, ki so se končale z britansko osvojitvijo Al-Ariša in s tem prosto potjo v Palestino.
Leta 1956 je Egipt nacionaliziral Sueški prekop, vodno pot, ki označuje mejo med egiptovskim ozemljem v Afriki in Sinajskim polotokom. Nato je bilo izraelskim ladjam prepovedano uporabljati prekop zaradi vojnega stanja med državama. Egipt je tudi prepovedal ladjam uporabo egiptovskih teritorialnih voda na vzhodni strani polotoka za potovanje v Izrael in iz njega, s čimer je dejansko uvedel blokado izraelskega pristanišča Eilat.

### Izraelske invazije in okupacija
29. oktobra 1956, v Egiptu znanem kot tristranska agresija, so enote izraelskih obrambnih sil so izraelski vojaki korakali skozi polotok do Sueškega prekopa, Sueška kriza je bila na vrhuncu. Čete iz Velike Britanije in Francije – obe državi sta imeli dolžnost na podlagi nadzora najema Sueškega prekopa – so posredovale in poskušale prevzeti nadzor nad kanalom, ki je bil po dekretu Gamala Abdela Nasserja 26. julija 1956 podržavljen. Na politični pritisk ZDA in Sovjetske zveze so se neegiptovske čete potegnile nazaj in sile Združenih narodov (UNEF) so postale prve mednarodne mirovne sile ZN nameščene na Sinajskem polotoku. V mesecu maju / juniju 1967 se je UNEF umaknil na egiptovski zahtevo.
Article 2 of Annex I of the Peace Treaty called for the Sinai Peninsula to be divided into zones. Within these zones, Egypt and Israel were permitted varying degrees of military buildup:
- Cona A: Med Sueškim prekopom in Linijo A. Egiptu je dovoljena mehanizirana pehotna divizija s skupno 22.000 vojaki v coni A.
- Cona B: Med Linijo A in Linijo B. Egiptu so dovoljeni štirje mejni varnostni bataljoni za podporo civilni policiji v coni B.
- Cona C: Med Linijo B in mejo Egipta in Izraela. Samo Multinacionalne sile in opazovalci in egiptovska civilna policija so dovoljene znotraj cone C.
- Cona D: Med egiptovsko-izraelsko mejo in linijo D. Izraelu so dovoljeni štirje pehotni bataljoni v coni D.

V šestdnevni vojni leta 1967 so polotok zasedli, poleg sirske Golanske planote in jordanskega Zahodnem brega, Izraelci. Tako se je Izrael odzval na blokado ožine Tiran, edini Izraelski dostop do Indijskega oceana, preko Egipta. Gamal Abdel Nasser je prekinil odnose z ZDA in nekaterimi evropskimi državami, saj so podprli Izrael. Od leta 1973 do leta 1979 je prišel na misijo UNEF II. Po campdavidskem dogovoru iz leta 1978 in podpisu izraelsko-egiptovske mirovne pogodbe leta 1979 je bil polotok leta 1982 vrnjen Egiptu. Po koncu UNEF II so 3. avgusta 1981 sledile mednarodne mirovne sile izven ZN, večnacionalne sile in opazovalci (Multinational Force and Observers, MFO).
20. februarja 1973 se je zgodila katastrofa, ko je civilno letalo Boeing 727 Libyan Arab Airlines, let LN 114 iz Tripolija v Kairo, zašel v peščeni vihar nad vojaško cono Sinajskega polotoka, po 18 minutah letenja iz Kaira ga je ob 14:04 sestrelil izraelski Phantom. Od več kot 100 potnikov sta preživela le dva.
Oktobra 1973 je na polotoku potekala jomkipurska vojna. Sinaj se je znašel na pogajalski mizi kot posledica delne vrnitve Egiptu.
Šele po Camp Davidskem sporazumu in umoru egiptovskega predsednika Anvarja el Sadata, je Izrael leta 1982 vrnil zadnji del Sinajskega polotoka Egiptu. 1989 je sledil tudi Taba pri Eilatu, za katerega so se takrat še pogajali.
Naravna bogastva in lega tako večno pogojujejo spor med Egiptom in Izraelom; leta 1979, po campdavidskem sporazumu, so morali Izraelci končno umakniti svoje čete. Neodvisna mednarodna organizacija MFO še danes nadzoruje polotok in skrbi, da se spoštuje mirovna pogodba. Mistično in na videz nedotaknjeno gorstvo tako skriva v svojih nedrjih še 5 milijonov neeksplodiranih min, Italija pa vodi projekt njihovega odstranjevanja.

### Teroristični napadi
7. oktobra 2004 je eksplodirala pred Hilton Taba in v beduinskim taborom (Moon Island Village) v Nuweibi avtomobilska bomba, ubitih je bilo najmanj 34 ljudi. Za napad je bila osumljena teroristična organizacija Al Kaida.
V največjem obmorskem letovišču Šarm El Šejku je bilo vsaj 88 ljudi ubitih in več kot 100 ranjenih, 23. julija 2005 v več terorističnih napadih.
24. aprila leta 2006 je potekal teroristični napad z eksplozijami na treh tesno razporejenih lokacijah v središču mesta Dahab. Okoli 25 ljudi je umrlo in mnogo jih je bilo hudo ranjenih. Storilci napadov niso znani.

### Sinajska vstaja
2011 se je na Sinajskem polotoku začel, najprej kot spremljevalni dogodek egiptovske revolucije, oborožen konflikt. Radikalni islamski skrajneži, večinoma radikalizirani beduini, so opravili vrsto terorističnih napadov na arabski plinovod in policijsko postajo. Potem je egiptovska vojska odgovorila z operacijo Eagle. 5. avgusta 2012 so militantne skupine napadle vojaško bazo, ukradle oklepno vozilo in napadle izraelski mejni prehod. Po tem se je začela vojaška akcija Operation Sinai, ki je bila usmerjena v skrajneže. Skupaj je bilo ubitih 95-103 ljudi.

## Dostopnost
Pomembna cestna povezava je bila v rimskih časih Via Maris, ki je potekala vzdolž obale iz Kaira čez Pelusium (arabsko Tell el-Farama; staroegipčansko Senu, Per Amun), al-Arish in Rafah na sever. Druga pomembna cesta je potekala od Heliopolisa do Akabe in se v Egiptu pridružila Via Nova Traiana. V 16. stoletju so jo v času vladavine Sulejmana I. zamenjali skozi tako imenovani Tariq al bint, ko si je utrla pot v Meko.
Med prvo svetovno vojno so prodrli osmanski vojaki v Egipt z namenom prekinitve Sueškega prekopa. Turki so 1915 podaljšali Hedžaško železnico na Sinajski polotok. Potem ko je bil osmanski prodor ustavljen, se je začela leta 1916 izgradnja britanske vojaške železnice. Delovala je med 1920-1948 kot Palestinska železnica, nato pa kot del Egiptovske državne železnice. Potekala je med al-Qantara do Sueškega prekopa in Rafaha. Kmalu po šestdnevni vojni 1967 je bila opuščena in izraelske okupacijske oblasti so jo razstavile.
Od pristaniškega mesta Nuweiba na vzhodu vozi eden izmed trajektov Arab Bridge Maritime Company do jordanske Akabe.
Leta 2011 je bilo napovedano, da bo zgrajen most dolg 32 km od rta Nasrani v bližini Šarm el Šejka, do saudsko-arabskega Ras Hamida. 
Turisti lahko pridejo do letovišč v zalivu Akaba iz mednarodnega letališča v Šarm el Šejku ali Taba.
Dnevno vozi avtobus iz vzhodne delte med mesti Sharm, at-Tur, sveto Katarino, Dahab, Nuweiba, Taba in Kairom, ne daleč od ceste, kjer je v oazi Ain Khudra, Nawamis.

## Gospodarstvo
V gospodarstvu na Sinajskega polotoka prevladuje turizem, poleg turizma pa obstaja tudi rudarska industrija v veliko manjšem obsegu. Proizvodnja in kmetijstvo igrajo manjšo vlogo.
2007/08 je bil zgrajen plinovod za zemeljski plin iz severa do južne konice polotoka. Obstaja tudi program EU za spodbujanje polotoka in beduinov (SSRDP).

### Turizem
Na južni konici polotoka je nekaj turističnih objektov, tako da sta naselje Šarm el Šejk s številnimi hoteli in nekdanja ribiška/beduinska vasica Dahab, kjer so koralni grebeni, postala priljubljena turistična točka za potapljače iz celega sveta. Spadata v narodni park Dahab in Wadi Nabq. Na skrajni južni konici polotoka, ki je prav tako bogata s koralnimi grebeni, je nenaseljen narodni park Ras Muhammad. Turizem so pred več kot 20 leti začeli beduini, ki so znani po svoji gostoljubnosti. Bili so tudi graditelji prvih počitniških taborov na obali Rdečega morja. V zadnjih letih so jih odkrili mednarodni operaterji in drugi globalni akterji, ki gradijo vedno več hotelov. Tu je veliko nedokončanih stavb, ki so večinoma financirane s posojili in potem opuščene zaradi neučinkovitosti ali pomanjkanja denarja.
Razlogi za zamrznitev hotelskih letovišč so različni, od slabih naložb do upada turizma in zaradi negotovosti o terorističnih napadih.

#### Samostan svete Katarine
Samostan svete Katarine leži ob vznožju Mojzesove gore, na višini 1570 metrov. Je najstarejši stalno naseljen in nikoli osvojen samostan na svetu, kamor so že v 4. stoletju prihajali romarji. Zgrajen je bil v času bizantinskega cesarja Justinijana, kasneje pa so ga večkrat dozidali. Ščiti ga močno obzidje debelo od 1,8 do 2,7 metra in visoko od 9 do 18 metrov. Helena, mati bizantinskega cesarja Konstantina, je že leta 330 na mestu gorečega grma postavila prvo kapelo. Samostan je bil šele v 11. stoletju posvečen krščanski svetnici in mučenici sveti Katarini.
Samostan je zakladnica cerkvenih in drugih zgodovinskih dokumentov, ki so mu prizanašali celo osvajalci. Knjižnica med drugim obsega 5000 knjig in 3000 rokopisov v različnih jezikih in se po obsegu in vrednosti uvršča takoj za vatikansko. Ni odprta za turistični ogled. V cerkvi so med drugimi zanimivostmi razstavljene tudi najstarejše ikone na svetu.

### Rudarstvo
Sinai Coal Company v Maghara od leta 1996 gradi pod zemljo izkop premoga, ki je bil odkrit leta 1970. Kremen je izčrpan, znana pa so neizkoriščena nahajališča mangana in urana.